# Noumena (Band)
Noumena ist eine finnische Melodic-Death-Metal-Band aus Ähtäri. Der Name kommt vom philosophischen Ausdruck Noumenon, welcher maßgeblich durch Immanuel Kant geprägt wurde.

## Geschichte
Noumena wurde im Frühjahr 1998 gegründet. Nach zwei Demos und mehreren Konzerten unterzeichnete die Band einen Plattenvertrag mit einem singapurischen Label. Ihr Debütalbum wurde noch im selben Jahr im Astia Studio aufgenommen, jedoch ging das Label der Band noch vor der Veröffentlichung des Albums pleite. 2001 nahm dann das australische Label Catharsis Records die Band unter Vertrag und veröffentlichte das bereits aufgenommene Debütalbum sowie einige weitere Lieder von 2001 unter dem Namen Pride/Fall im Jahr 2002.
In den folgenden Jahren wurde es etwas stiller um die Band, bis sie schließlich im Januar 2004 die Promo-CD The Tempter veröffentlichte, welche ihnen einen Plattenvertrag mit Spikefarm Records einbrachte. Das zweite Studioalbum Absence wurde im Sundi Coop Studio im Oktober/November desselben Jahres noch aufgenommen und am 13. April 2005 veröffentlicht.
Nach einigen Konzerten in ganz Europa wurde erneut im Sundi Coop Studio die nur durchs Internet veröffentlichte EP Triumph and Loss und das dritte Studioalbum Anatomy of Life aufgenommen.

## Stil

### Musik
Die Musikalischen Wurzel der Band liegen im schwedischen Death Metal und dem 1980er Jahre Heavy Metal. Durch diese Kombination und diversen anderen Einflüssen spielt Noumena eine sehr epische und folkige Variation des Melodic Death Metals. Als Gastsänger wirkten Hanna Leinonen, Tuomas Tuominen und Suvi Uura in einigen Liedern mit.

### Texte
Die Songtexte handeln überwiegend von Dunkelheit, Traurigkeit, Verlust und ähnlichen Themen.

## Trivia
- Misanthropolis ist das Titellied der finnischen TV-Serie Äijät.

## Diskografie

### Studioalben
- 2002: Pride/Fall
- 2005: Absence
- 2006: Anatomy of Life
- 2013: Death Walks with Me
- 2017: Myrrys
- 2020: ‘’Anima’’

### EPs
- 2006: Triumph and Loss (wurde nur online veröffentlicht)

### Demos und Promos
- 1998: Aeons
- 1999: For the Fragile One
- 2000: Promo 2000
- 2001: Sala
- 2004: The Tempter